# Barbarea balcana
Barbarea balcana là một loài thực vật có hoa trong họ Cải. Loài này được Panc. mô tả khoa học đầu tiên.